# Nœud de franciscain
Pour les articles homonymes, voir Franciscain (homonymie).
Ne doit pas être confondu avec le nœud en queue de singe.
Le nœud de franciscain ou nœud de capucin, est un nœud d'arrêt décoratif, parfois confondu avec le  nœud en queue-de-singe. Il se réalise comme le nœud double mais avec trois tours au lieu de deux.

## Histoire

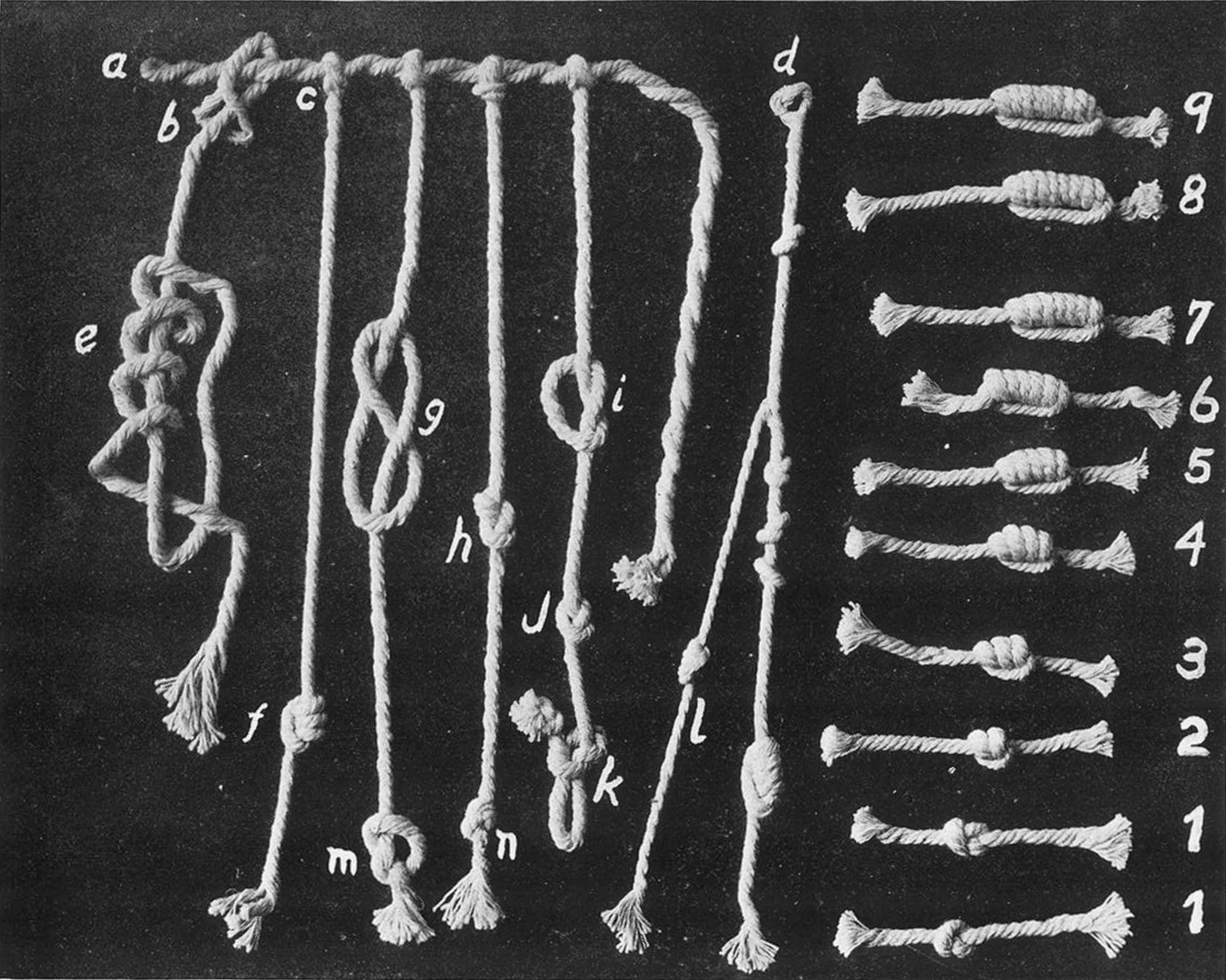
Un Quipu, un chapelet de cordelettes de la civilisation Inca où sont réalisés entre autres des nœuds de capucins.

### Quipu Inca
On retrouve ce nœud sur les Quipu en cordelettes de la civilisation Inca. Quipu se traduit par nœud et compte en quechua et représente une table de calcul et de compte où le nombre de tours représentent les unités du système décimal, de 1 à 9. On peut remarquer que les spires ne sont pas basculées vers le dormant et sont conservées gainant le courant. 

### Cordon Séraphique
Selon le texte de Monseigneur Louis-Gaston de Ségur paru en 1877, c'est un nœud d'ornement de la ceinture du moine franciscain François d'Assise, composant alors les trois nœuds du Cordon Séraphique, symbole de pénitence, de pauvreté et de chasteté. Avec trois nœuds en signe d’union spirituelle avec les trois Ordres : le premier nœud pour le premier des Ordres, masculin, portant ce cordon est celui des Frères Mineurs appelés communément Franciscains, Capucins, Cordeliers ou Récollets. Le second nœud pour le deuxième Ordre, féminin, celui des pauvres Dames ; et le troisième nœud pour le troisième Ordre, le Tiers-Ordre , celui de tous les chrétiens, ecclésiastiques ou laïques, mariés ou célibataires. Le cordon Séraphique peut être de chanvre, de lin ou de laine et de couleur blanche ou écrue.

Cordon Séraphique dans la culture française et espagnole
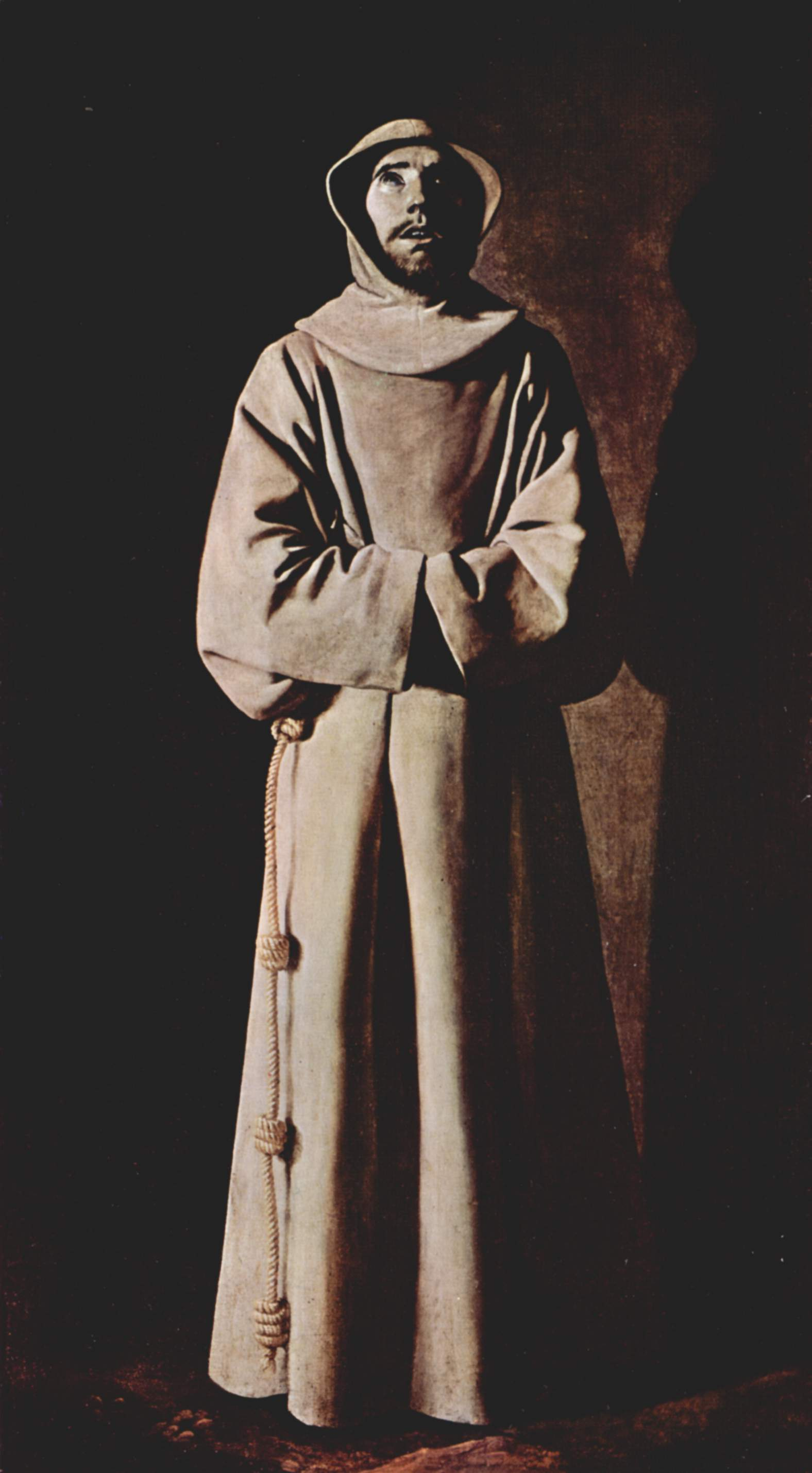
François d'Assise dont la ceinture des Franciscains - le Cordon Séraphique, est muni de trois nœuds de trois spires chacun (Saint François selon la vision du pape Nicolas V - vers 1645 - Francisco de Zurbarán
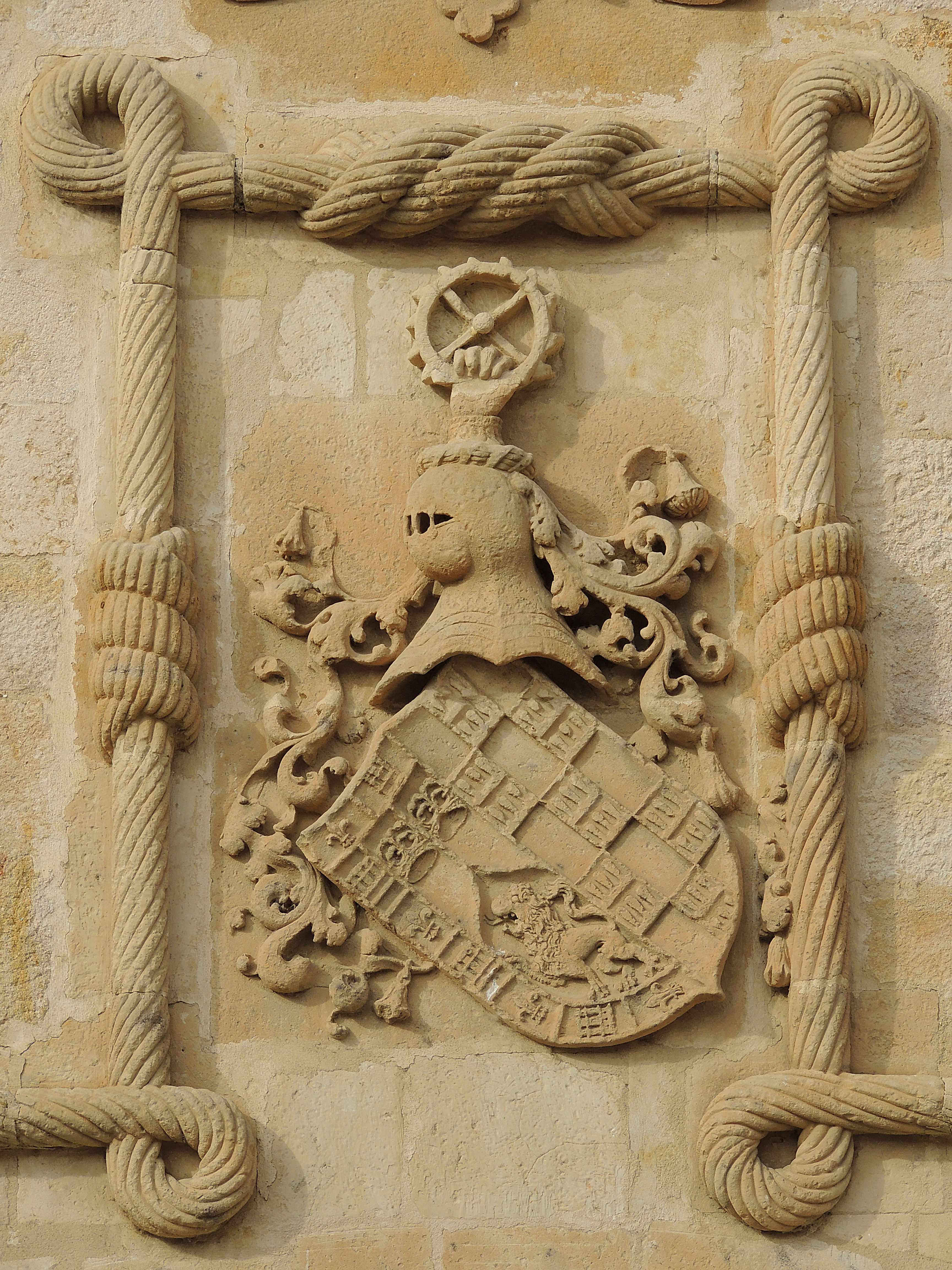
Détail du cordon sculpté dans la pierre qui orne l'entrée de la Casa del Cordón à Zamora
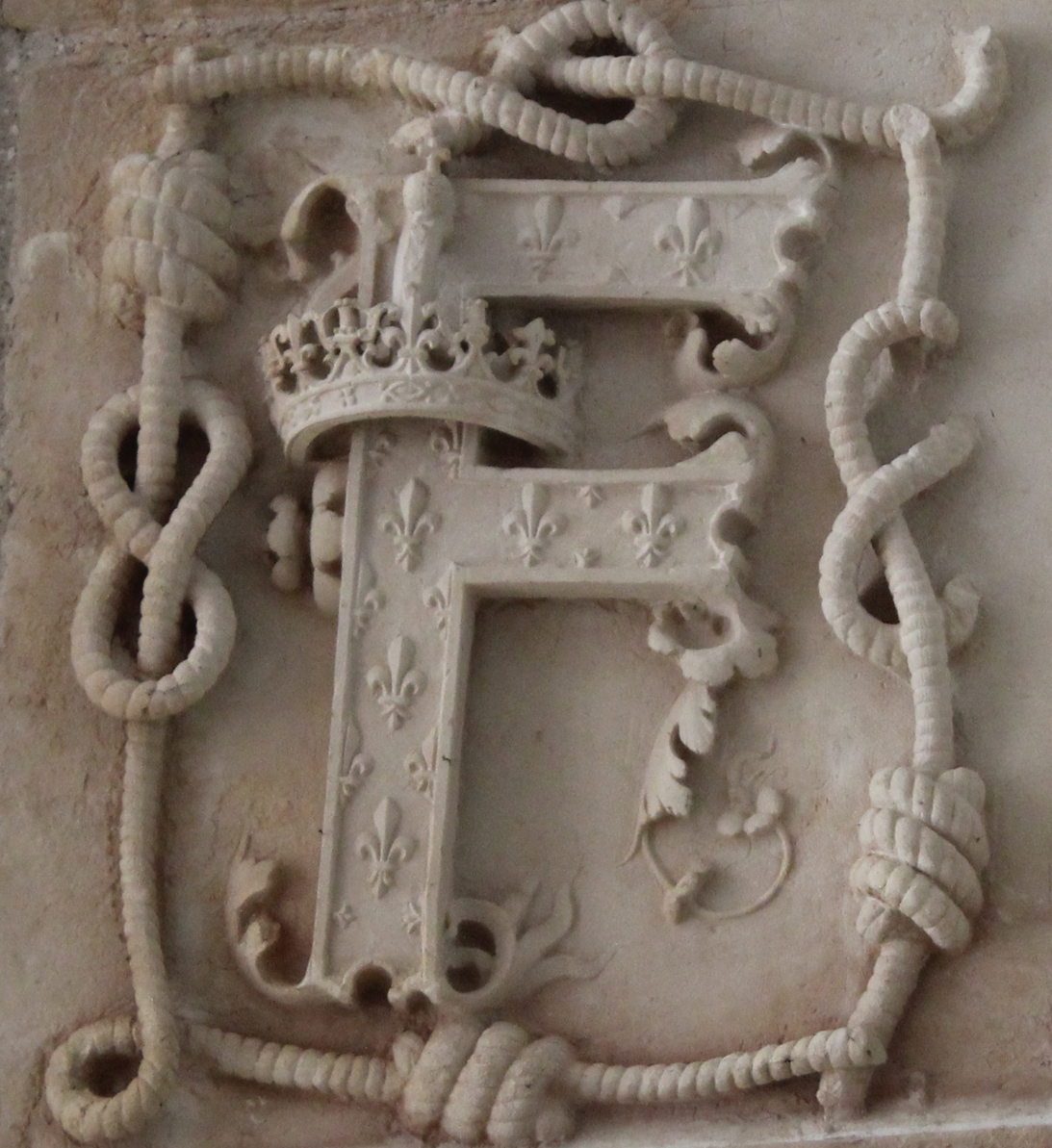
Nœuds franciscain sur le monogramme de François Ier orné du cordon franciscain au Château de Chambord
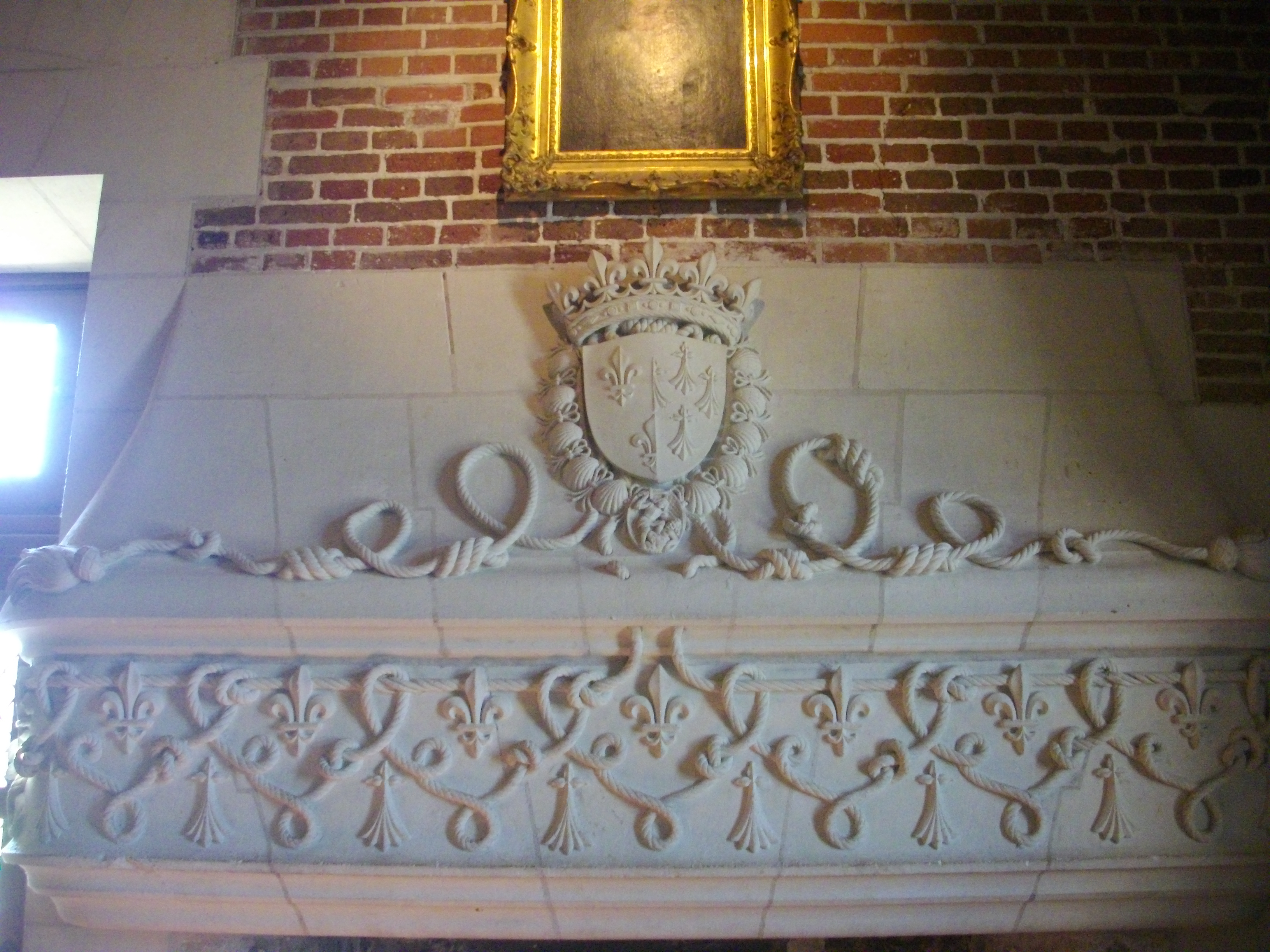
Cordon franciscain sculpté ornant la cheminée de l'Antichambre de la Cordelière au Château d'Amboise

## Nouage
Trois méthodes sont possibles, à préférer selon le nombre de spires ou de tours, l'endroit où placer le nœud, selon la rigidité, le diamètre et la matière de la corde ou de la cordelette, ou de la place disponible pour le réaliser. 

### Méthode rapide
Cette première méthode prend plus de place mais reste très rapide pour trois ou quatre spires maximum. Il est nécessaire alors de réaliser une demi-clé à laquelle on augmente le nombre de tours souhaités. Reste à tirer en accompagnant la rotation à la traction de chaque coté pour joindre naturellement les spires de plus en plus jointives.

Nœud de capucin - méthode rapide
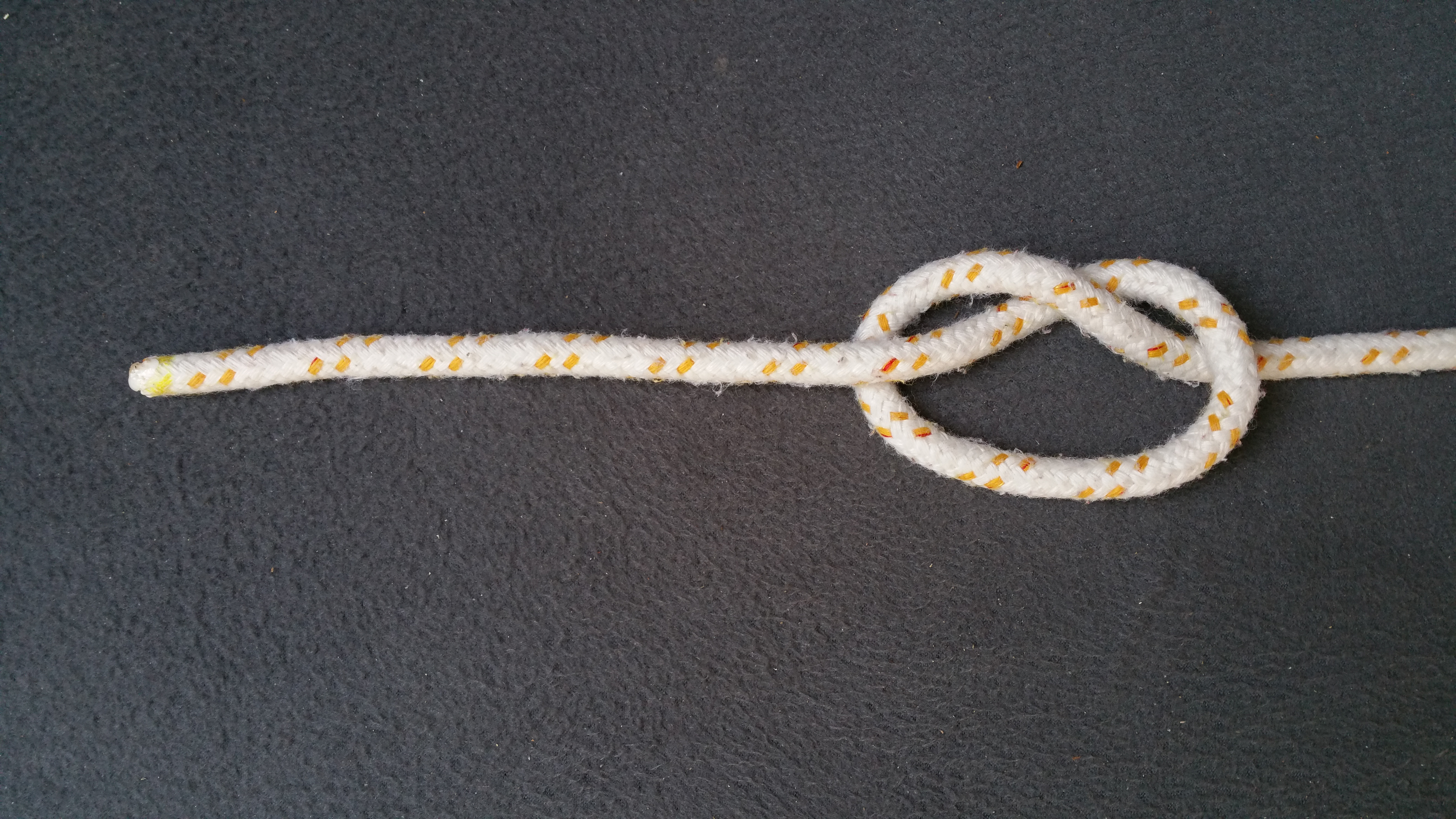
Commencer par faire un nœud plat
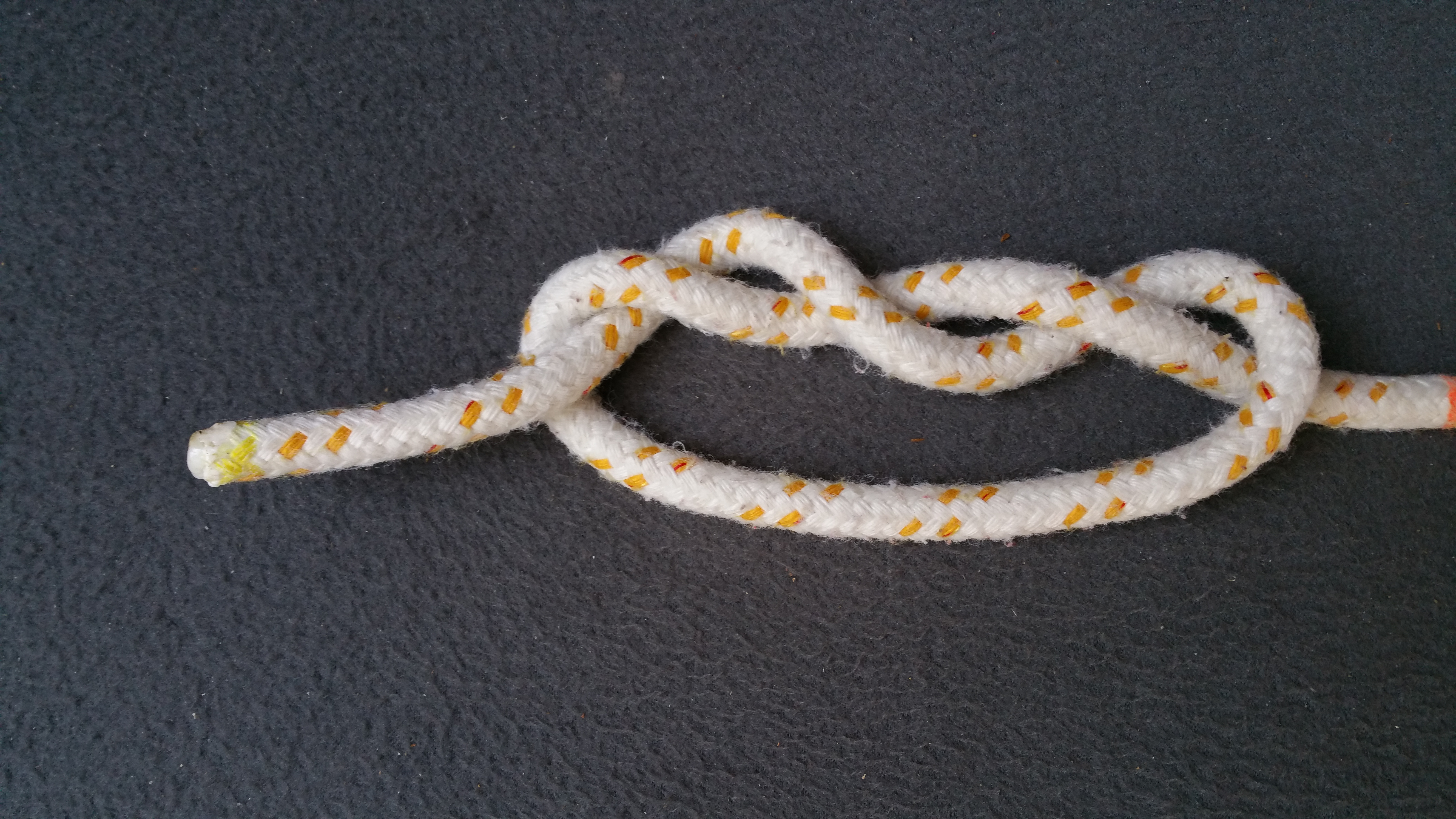
Réaliser le nombre de tours supplémentaires souhaité
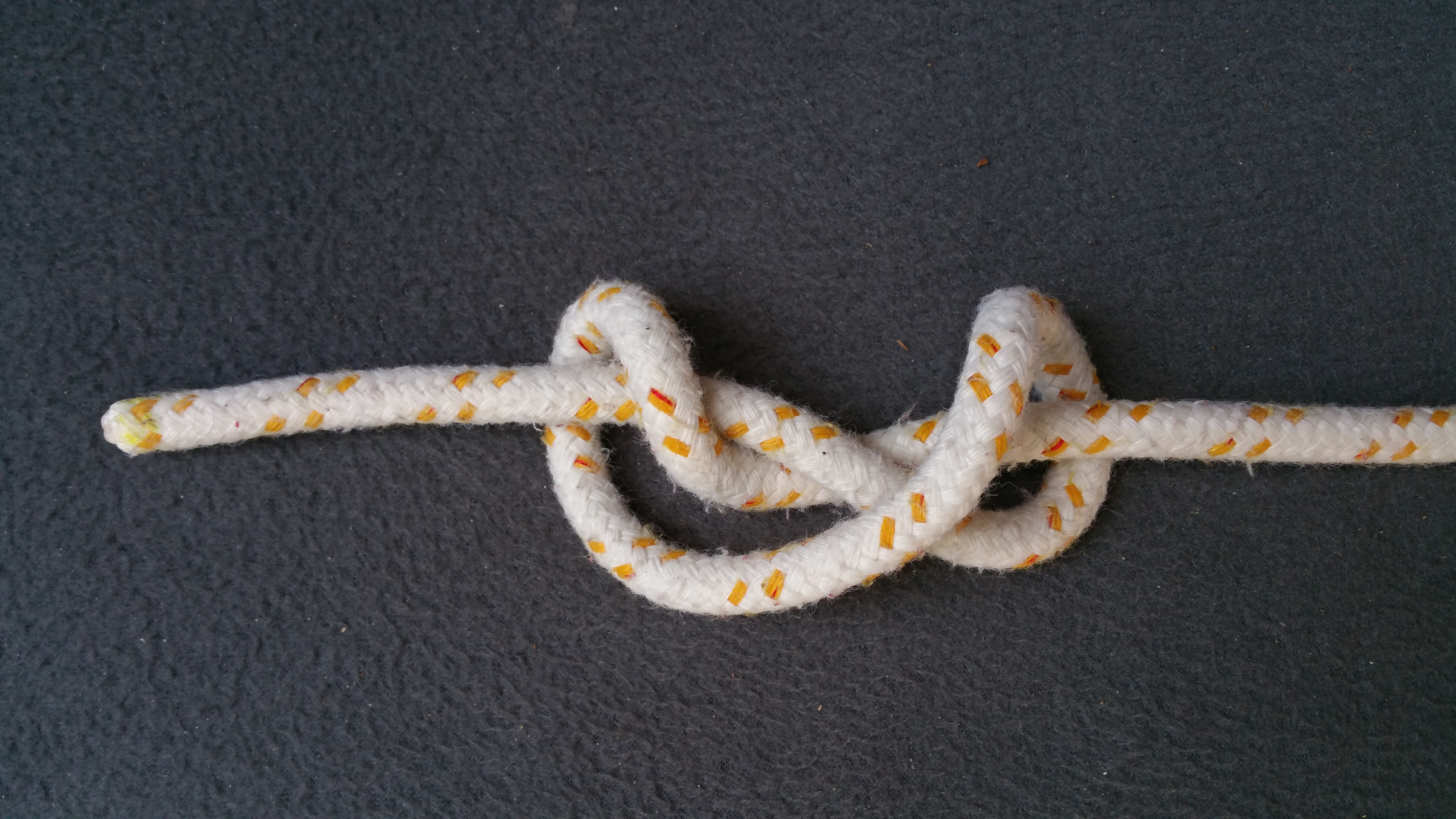
Tirer de chaque côté en rotation
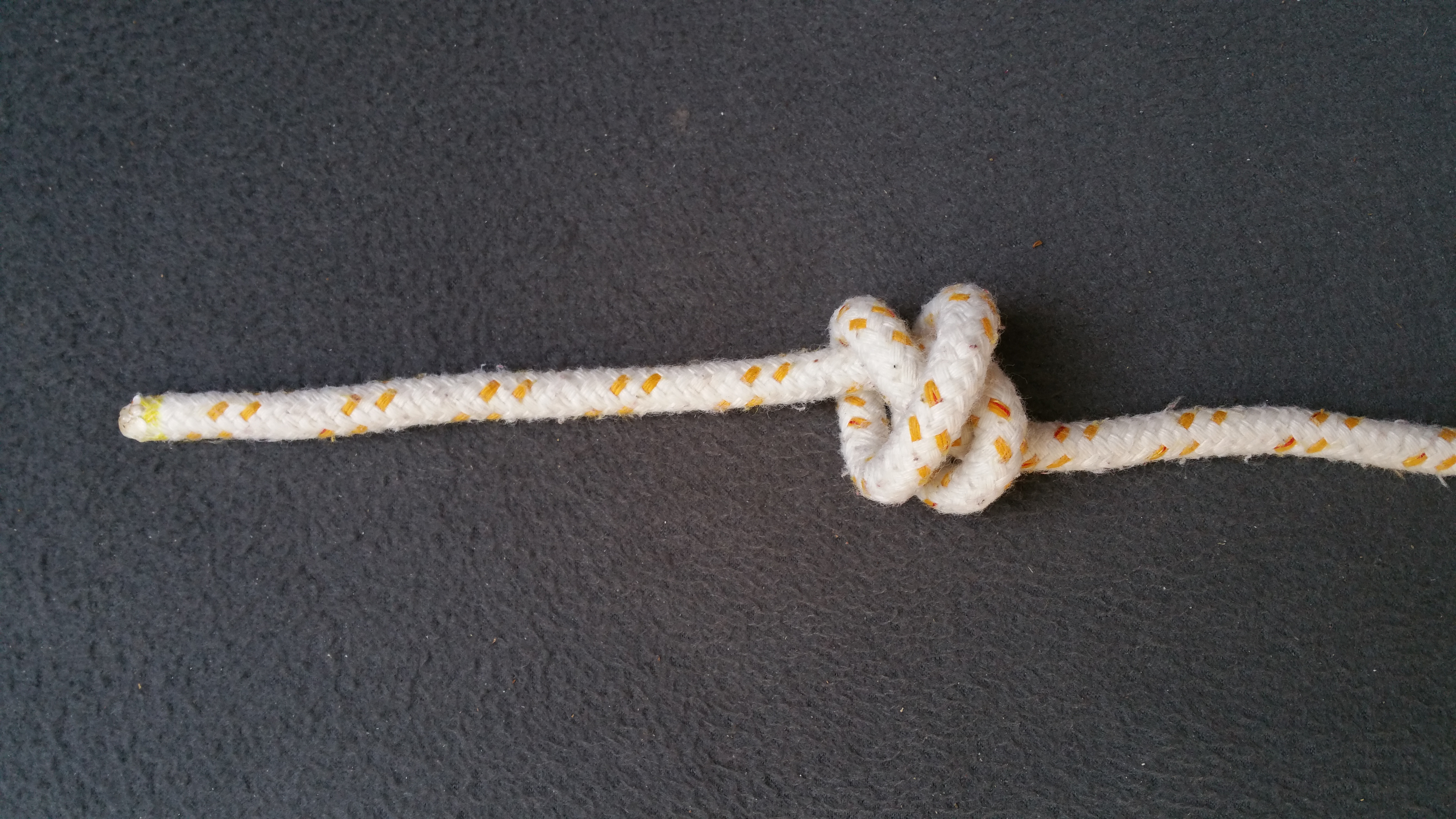
Serrer le nœud pour joindre les spires

Lors de la tension sur le nœud, une manipulation est nécessaire pour obtenir la bonne forme. Pour cette raison Ashley considère ce nœud comme « décoratif plus que pratique ».

### Méthode appliquée
Cette deuxième méthode s’effectue en deux temps, plus adaptée en extrémité de corde sur un nombre plus important de spires mais reste difficile a organiser lors du chevauchement des spires très nombreuses. Comme pour la méthode rapide, il est nécessaire de réaliser une demi-clé à laquelle on augmente le nombre de tours souhaités mais cette fois-ci en serrant les tours au fur et à mesure. Reste à faire chevaucher les spires les unes sur les autres puis resserrer le deux brins pour joindre correctement les spires.

### Méthode directe
Cette troisième méthode s’effectue en un seul temps, en tressant le nœud sur un doigt ou deux pour plus de confort au départ. Il est nécessaire de commencer par un nœud simple mais au lieu de le fermer, de rentrer dans la boucle, il suffit de réaliser les spires jointive autour du doigts puis de faire passer le courant dans la boucle multi-spires réalisée pour refermer le nœud. Il reste à serrer le nœud en tirant de chaque bout et en maintenant bien les spires parallèles,,.

## Dénouage
Le dénouage s’effectue en sens inverse de la méthode appliquée, c'est à dire faisant chevaucher et en ramenant une à une les spires sur le courant qui pourra alors se libérer.

## Utilisation
On trouve ce nœud à la ceinture des robes de bure des frères franciscains. Les trois boucles font référence aux trois vœux prononcés à leur entrée en religion.

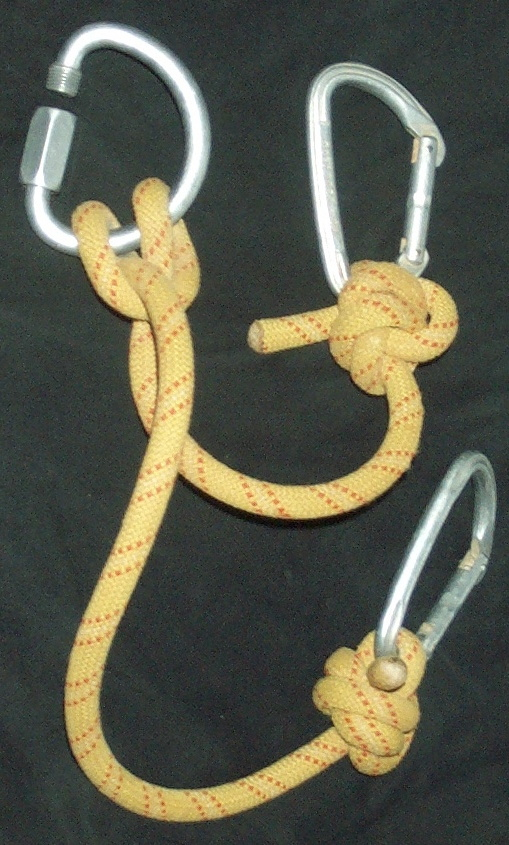
Longe de spéléologie.

Il se rend utile comme base pour réaliser le nœud triple gansé pour réaliser des longes de progression en escalade, en canyoning ou en spéléologie.
Il peut également être utilisé pour réaliser une surliure ou pour frapper un bout sur une manille ou un mousqueton.